# Riksdagen 1865–1866
Riksdagen 1865–1866 hölls i Stockholm och var den sista ståndsriksdagen i Sverige.

## Riksdagens öppnande

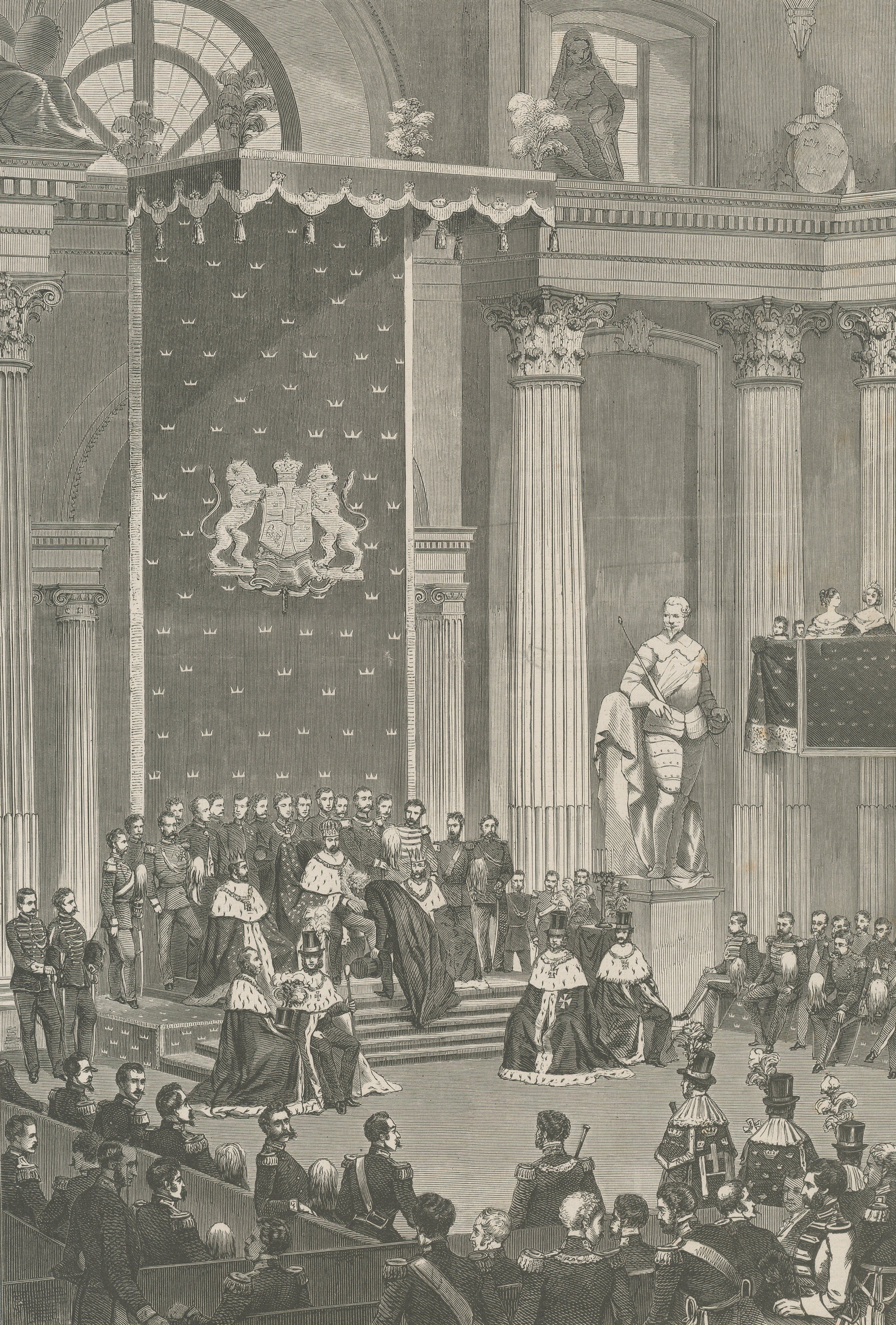
Riksdagens avslutning den 22 juni 1866. Ärkebiskopen Henrik Reuterdahl kysser Karl XV på handen.

Riksdagen utlystes till mitten av oktober 1865 och öppnades den 24 oktober med ett trontal av kung Karl XV, i vilket han tog upp frågan om representationsreformen:
| ”                                        | I främsta rummet tillkommer eder att, efter samvetsgrann pröfning, fatta det afgörande beslutet om mitt förslag till folkrepresentationens ombildning. Det är ett högt anspråk, att en bestående representation skall, med full frihet i vilja och handling, sjelf på en annan öfverflytta det ärofulla uppdraget att föra ett folks talan. Jag tänker derföre högt om eder, då jag uttalar mitt hopp, att I skolen antaga detta förslag, i hvars framgång jag ser en ökad trygghet för samhällets lugna utveckling. | „ |
| – Karl XV:s trontal den 24 oktober 1865. | |   |

Till ridderskapets och adelns talman (lantmarskalk) utsågs Gustaf Lagerbjelke. Prästeståndets talman var ärkebiskopen Henrik Reuterdahl, och dess vice talman var biskopen i Strängnäs, Thure Annerstedt. Borgarståndets talman var grosshandlaren Johan Gustaf Schwan, och dess vice talman var grosshandlaren Per Murén. Bondeståndets talman var Nils Larson i Tullus från Jämtland, och dess vice talman var Anders Eriksson i Nordkärr från Dalsland.
Den viktigaste frågan för 1865–1866 års riksdag var den om representationsreformen, som avskaffade ståndsriksdagen och införde tvåkammarriksdagen, vilken bestod till 1971.

## Representationsreformen
Sveriges förste statsminister Louis De Geer var arkitekten bakom övergången från ståndsriksdagen till en modern riksdag influerad av det brittiska parlamentet: en riksdag med två kammare och en konung som statschef. Utlösande faktor till omröstningen var att de Geer, själv adelsman, ställde kung Karl XV inför ultimatum att antingen skaffa fram en ny justitiestatsminister eller att skriva under förslaget att avskaffa ståndsriksdagen.
Innan ståndsriksdagen avskaffade sig självt genom beslut av de fyra stånden december 1865 föregicks beslutet av mycket stor debatt för och emot ett avskaffande. Den framväxande borgarklassen i städerna liksom de yrkesgrupper som stod utanför det som traditionellt utgjorde det borgerliga ståndet drev en intensiv kampanj för ett avskaffande. Även bondeståndet var för ett avskaffande av ståndsriksdagen. Motståndet kom från adligt och i viss mån även prästerligt håll, de senare röstade i regel efter adeln och skulle följa adelns utslag i frågan om ståndsriksdagens avskaffande. Det fanns en mental majoritet bland adeln för att avvisa förslaget, men folkmassor som hade samlats utanför Riddarhuspalatset den 7 december 1865 då omröstningen hölls och som var för ett avskaffande ledde till att flera adelsmän röstade för ett avskaffande framför att ta konsekvenserna av ett negativt utslag. I enlighet med tidigare löfte röstade prästeståndet senare för ett avskaffande av ståndsriksdagen.

## Riksdagens avslutande
Riksdagen avslutades den 22 juni 1866, och Kungen sade i sitt avskedstal inför ständerna, som nu var samlade för sista gången;
| ”                                        | Den fasta tillförsikt, hvarmed jag ser mot framtiden, förkväfver icke de känslor af rörelse, med hvilka jag ser eder för sista gången församlade på detta rum, där riksstånden så ofta hafva mött sin konung, och den förhindrar mig icke att med tacksamhet skåda tillbaka, på det tidskifte, som förflutit, på de betydelsefulla vändningar i fäderneslandets öde, i hvilka rikets ständer tagit del, på allt det goda och gagneliga, som af dem blifvit utfördt. Eftervärlden skall i troget minne förvara, huru I med högsint uppoffring hafva satt fäderneslandets kraf öfver alla andra afseenden. Den skall ock göra rättvisa åt tänkesättet hos dem, som ansett betänkligheterna mot det nya vara öfvervägande men som af sina farhågor endast känna sig manade att i fördubbladt mått uppbjuda sina krafter till fäderneslandets tjänst. Sådana tänkesätt utgöra en förökad borgen för mitt hopp, att svenska folket icke skall svika det förtroende, som konung och ständer vågat sätta till dess klokhet och sans, dess allvar, dess fosterlandskänsla. Låtom oss då, om än åsikterna varit olika, med eniga hjärtan sluta oss tillsammans för att i detta ögonblick nedkalla från den allsmäktige gifvaren af allt godt välsignelse öfver det verk, som besluten vid denna riksdag grundlagt. | „ |
| – Karl XV:s avskedstal den 22 juni 1866. | |   |

Lantmarskalken, greve Lagerbjelke, gav uttryck åt stundens högtidliga allvar genom orden: "Det gives ögonblick i nationernas liv, då tidens steg likasom höras; och ett sådant ögonblick är det, som nu är inne, då svenska folkets urgamla representation, Sveriges rikes ständer, för sista gången stå församlade omkring konungens tron." Och med följande ord lämnade han ifrån sig lantmarskalksstaven: "Lagar kunna förändras, rättigheter kunna upphöra, men kvar stå plikterna mot fäderneslandet; och bliva dessa plikter väl uppfyllda, föga bekymrar det den sanna adeln, var uti samhället dess plats ställes."
Ärkebiskop Reuterdahl sade farväl till prästeståndet med orden:
| ” | Då jag säger, att vårt arbete är för alltid slutat, säger jag detta utan fröjd men också utan vemod. Vad som har skett har Herren tillåtit ske. Han har därmed haft sina ändamål. Vill han därmed låta någon välsignelse tillflyta vårt folk — och vem vågar neka möjligheten av detta? — varföre skulle vi då känna vemod? Och vill Gud därigenom tukta och straffa, så må vi vara undergivna och tacksamme. Tuktan och straff komma icke oförtjänta. För knot må vi även av det skäl taga oss till vara, att vad som skett utan tvivel har sin anledning i redlig avsikt och vacker välmening hos en stor del av upphovsmännen och befrämjarne. I övrigt är ansvaret för vad dessa gjort deras eget. Vår rätt är icke att kalla dem till ansvar. | „ |

Till sist uppstämdes psalmen "Herre, hela riket akta!".
De sista orden i bondeståndets protokoll berättar att "ståndet åtskildes efter en kort stund, ägnad åt enskild, tyst andakt".

## Riksdagsmän
- Prästeståndets ledamöter vid riksdagen 1865–1866